# Кандидатка
«Кандидатка» (ісп. La candidata) — мексиканський телесеріал 2016 року у жанрі драми та створений компанією Televisa. В головних ролях — Сільвія Наварро, Віктор Гонсалес, Рафаель Санчес Наварро, Сусанна Гонсалес. Перша серія вийшла в ефір 21 листопада 2016 року. Серіал має 1 сезон. Завершився 61-м епізодом, який вийшов у ефір 12 лютого 2017 року. Продюсер серіалу — Жизель Гонсалес.

## Сюжет
Рехіна — почесний сенатор, яка намагається жити по совісті та чинити тільки так, як краще для громадян країни. Коли Алонсо, її чоловік і мер міста, вирішує балотуватися на пост президента. Алонсо здатний знищити будь-якого політичного супротивника, незважаючи на наслідки. Рехіна змушена протистояти йому разом з Херардо — колишнім коханим, з яким вони разом навчалися в коледжі і який несподівано з'явився у її житті знову. Херардо стає не лише головним політичним суперником Алонсо на президентське крісло, а й тим, хто спробує повернути кохання.

## Актори та ролі
| Актор                  | Роль                                     |
| ---------------------- | ---------------------------------------- |
| Сільвія Наварро        | Регіна Барсенас Ріос де Сан Роман        |
| Віктор Гонсалес        | Херардо Мартінес Осоріо                  |
| Рафаель Санчес Наварро | Алонсо Сан Роман Суарес                  |
| Сусанна Гонсалес       | Сесілія Агілар / Сесілія Барсенас Агілар |
| Найлея Норвінд         | Тереза Рівера                            |
| Арі Тельч              | Ігнасіо                                  |
| Елена Рохо             | Наталія Суарес де Сан Роман              |
| Патрісіо Кастільйо     | Омар Сан Роман Лагунес                   |
| Хуан Карлос Баррето    | Маріо Барсенас                           |
| Луз Марія Херес        | Ноемі Ріос де Барсенас                   |
| Адальберто Парра       | Мауро Ольвера                            |
| Вероніка Лангер        | Магдалена «Магда» Гомес                  |
| Пілар Іксквіч Мата     | Ісела Агілар                             |
| Хільберто де Анда      | Альмірон                                 |
| Фернанда Борчес        | Даніела                                  |
| Хуан Мартін Хаурегі    | Ернан Тревілья                           |
| Лайша Вілкінс          | Лорена Санчес                            |
| Фабіан Роблес          | Хосе                                     |
| Федеріко Айос          | Еміліано Сан Роман Барсенас              |
| Карла Фарфан           | Хімена Мартінес Рівера                   |
| Ірінео Альварес        | Аугусто Ларрета                          |
| Хуан Карлос Коломбо    | Моралес                                  |
| Енріке Арреола         | Пауліно Пачеко                           |
| Мішель Гонсалес        | Марсія Рамірес                           |
| Хорхе Галлегос         | Андрес Феррер                            |
| Артуро Ріос            | Фернандо Ескаланте                       |
| Фернандо Ларраньяга    | Пабло Контрерас                          |
| Алейда Гальярдо        | Ньевес                                   |
| Габріела Каррільо      | Альма Ролдан                             |
| Марта Хулія            | Джессіка                                 |
| Ісідора Гонсалес       | Маріела Рамос                            |
| Альберто Ломніц        | Франко                                   |
| Ліз Гальярдо           | Дебора Рондеро                           |
| Ернесто Гомес Крус     | де ла Гарса                              |
| Хосе Карлос Руїс       | голова Сенату                            |
| Аврора Клавель         | мати Джозефа                             |
| Фабіола Гуахардо       | Флоренсія Аскурра                        |
| Карлос Барраган        | Ектор                                    |
| Хуан Алехандро Авіла   |                                          |
| Пабло Перроні          | Карло                                    |

## Сезони
| Сезон | Епізоди | Епізоди | Оригінальний показ | Оригінальний показ | Оригінальний показ |
| Сезон | Епізоди | Епізоди | Перший показ       | Останній показ     | Мережа             |
| ----- | ------- | ------- | ------------------ | ------------------ | ------------------ |
| 1     | 61      | 61      | 21 листопада 2016  | 12 лютого 2017     | Las Estrellas      |

## Аудиторія
| Країна трансляції | Сезон | Розклад                     | Серії | Перший ефір            | Перший ефір | Останній ефір       | Останній ефір | Середній бал |
| Країна трансляції | Сезон | Розклад                     | Серії | Дата                   | Дата        | Дата                | Дата          | Середній бал |
| ----------------- | ----- | --------------------------- | ----- | ---------------------- | ----------- | ------------------- | ------------- | ------------ |
| Мексика           | 1     | 21:15 — 22:15               | 61    | 21 листопада 2016 року | -           | 12 лютого 2017 року | -             | 1,94 млн.    |
| США               | 1     | 21:00 — 22:00 19:00 — 20:00 | 93    | 29 травня 2017 року    | 0,589 млн.  | 8 вересня 2017 року | 0,331 млн.    | 0,301 млн.   |

## Нагороди та номінації
| Рік  | Премія                  | Категорія                                  | Номінант                                                                  | Результат |
| ---- | ----------------------- | ------------------------------------------ | ------------------------------------------------------------------------- | --------- |
| 2017 | Premios TVyNovelas 2017 | Найкращий серіал                           | Жизель Гонсалес                                                           | Перемога  |
| 2017 | Premios TVyNovelas 2017 | Найкраща акторка                           | Сільвія Наварро                                                           | Номінація |
| 2017 | Premios TVyNovelas 2017 | Найкращий актор                            | Віктор Гонсалес                                                           | Номінація |
| 2017 | Premios TVyNovelas 2017 | Найкраща акторка-злодійка                  | Найлея Норвінд                                                            | Номінація |
| 2017 | Premios TVyNovelas 2017 | Найкращий актор-злодій                     | Хуан Карлос Баррето                                                       | Перемога  |
| 2017 | Premios TVyNovelas 2017 | Найкраща заслужена акторка                 | Елена Рохо                                                                | Перемога  |
| 2017 | Premios TVyNovelas 2017 | Найкращий заслужений актор                 | Патрік Кастільо                                                           | Номінація |
| 2017 | Premios TVyNovelas 2017 | Найкраща акторка-партнерка                 | Сусанна Гонсалес                                                          | Перемога  |
| 2017 | Premios TVyNovelas 2017 | Найкращий актор-партнер                    | Рафаель Санчес Наварро                                                    | Номінація |
| 2017 | Premios TVyNovelas 2017 | Найкраща молода акторка                    | Карла Фарфан                                                              | Номінація |
| 2017 | Premios TVyNovelas 2017 | Найкращий молодий актор                    | Федеріко Айос                                                             | Номінація |
| 2017 | Premios TVyNovelas 2017 | Найкраща акторка другого плану             | Пілар Іксквіч Мата                                                        | Номінація |
| 2017 | Premios TVyNovelas 2017 | Найкращий актор другого плану              | Арі Тельч                                                                 | Номінація |
| 2017 | Premios TVyNovelas 2017 | Найкраща нова акторка                      | Мішель Гонсалес                                                           | Номінація |
| 2017 | Premios TVyNovelas 2017 | Найкращий новий актор                      | Хуан Мартін Хаурегі                                                       | Номінація |
| 2017 | Premios TVyNovelas 2017 | Найкраща історія або екранізація           | Леонардо Бечіні                                                           | Перемога  |
| 2017 | Premios TVyNovelas 2017 | Кращий режисер                             | Армандо Зафра, Луїс Родрігес                                              | Перемога  |
| 2017 | Premios TVyNovelas 2017 | Кращий режисер                             | Ерік Моралес, Хуан Пабло Бланко                                           | Перемога  |
| 2017 | Premios TVyNovelas 2017 | Кращий акторський склад                    | Жизель Гонсалес                                                           | Перемога  |
| 2017 | Premios TVyNovelas 2017 | Найкраща тематична пісня                   | La candidata (Джорді Бахбуш)                                              | Номінація |
| 2017 | Premios Bravo           | Найкраща заслужена акторка                 | Елена Рохо                                                                | Перемога  |
| 2016 | TV Adicto Golden Awards | Найкращі декорації та реквізит             | Жизель Гонсалес                                                           | Перемога  |
| 2016 | TV Adicto Golden Awards | Найкращі костюми                           | Жизель Гонсалес                                                           | Перемога  |
| 2016 | TV Adicto Golden Awards | Найкращі вступні титри                     | Жизель Гонсалес                                                           | Перемога  |
| 2016 | TV Adicto Golden Awards | Найкращий актор другого плану              | Хуан Карлос Баррето                                                       | Перемога  |
| 2016 | TV Adicto Golden Awards | Найкращий актор-злодій                     | Рафаель Санчес Наварро                                                    | Перемога  |
| 2016 | TV Adicto Golden Awards | Найкраща акторка-злодійка                  | Сусанна Гонсалес                                                          | Перемога  |
| 2016 | TV Adicto Golden Awards | Найкраща молода акторка                    | Мішель Гонсалес                                                           | Перемога  |
| 2016 | TV Adicto Golden Awards | Чоловіче відкриття року                    | Федеріко Айос                                                             | Перемога  |
| 2016 | TV Adicto Golden Awards | Найкраща заслужена акторка                 | Елена Рохо                                                                | Перемога  |
| 2016 | TV Adicto Golden Awards | Найкращий заслужений актор                 | Патрісіо Кастільйо                                                        | Перемога  |
| 2016 | TV Adicto Golden Awards | Найкраща оригінальна історія               | Аріана Мартін, Марта Азкона, Хорді Аренкон, Мігель Ервас Ковадонга Еспесо | Перемога  |
| 2016 | TV Adicto Golden Awards | Найкращий сценарій                         | Леонардо Бечіні, Оскар Таберніз                                           | Перемога  |
| 2016 | TV Adicto Golden Awards | Найкращий дизайн персонажів                | Леонардо Бечіні, Оскар Таберніз                                           | Перемога  |
| 2016 | TV Adicto Golden Awards | Найкращий чоловічий персонаж               | Рафаель Санчес Наварро                                                    | Перемога  |
| 2016 | TV Adicto Golden Awards | Кращий акторський склад                    | Жизель Гонсалес                                                           | Перемога  |
| 2016 | TV Adicto Golden Awards | Найкращі локації                           | Жизель Гонсалес                                                           | Перемога  |
| 2016 | TV Adicto Golden Awards | Краща режисура                             | Ерік Моралес, Хуан Пабло Бланко                                           | Перемога  |
| 2016 | TV Adicto Golden Awards | Найкраще виробництво                       | Жизель Гонсалес                                                           | Перемога  |
| 2016 | TV Adicto Golden Awards | Найкраща теленовела                        | Жизель Гонсалес                                                           | Перемога  |
| 2016 | TV Adicto Golden Awards | Спеціальна нагорода за найкращу теленовелу | Жизель Гонсалес                                                           | Перемога  |